# Heidi Wiesler
Heidi Wiesler (ur. 28 marca 1960 w Staufen im Breisgau) – niemiecka narciarka alpejska reprezentująca RFN.

## Kariera
W zawodach Pucharu Świata zadebiutowała w sezonie 1975/1976. Pierwsze punkty wywalczyła 11 marca 1978 roku w Bad Kleinkirchheim, gdzie zajęła dziewiąte miejsce w zjeździe. Na podium zawodów tego cyklu jedyny raz stanęła 15 grudnia 1982 roku w San Sicario, kończąc rywalizację w zjeździe na trzeciej pozycji. W zawodach tych wyprzedziły ją jedynie dwie Francuzki: Caroline Attia i Claudine Emonet. W sezonie 1978/1979 zajęła 21. miejsce w klasyfikacji generalnej.
Wystartowała na igrzyskach olimpijskich w Sarajewie w 1984 roku, gdzie zajęła 14. miejsce w zjeździe. Podczas rozgrywanych sześć lat wcześniej mistrzostw świata w Garmisch-Partenkirchen w 1978 roku w tej samej konkurencji zajęła siedemnaste miejsce.

## Osiągnięcia

### Igrzyska olimpijskie
| Miejsce | Dzień     | Rok  | Miejscowość | Konkurencja | Czas biegu | Strata | Zwyciężczyni   |
| ------- | --------- | ---- | ----------- | ----------- | ---------- | ------ | -------------- |
| 20.     | 16 lutego | 1984 | Sarajewo    | Zjazd       | 1:13,36    | +1,62  | Michela Figini |

### Mistrzostwa świata
| Miejsce | Dzień       | Rok  | Miejscowość            | Konkurencja | Czas biegu | Strata | Zwyciężczyni          |
| ------- | ----------- | ---- | ---------------------- | ----------- | ---------- | ------ | --------------------- |
| 17.     | 1 lutego    | 1978 | Garmisch-Partenkirchen | Zjazd       | 1:48,31    | +4,02  | Annemarie Moser-Pröll |
| DNF2    | 31 stycznia | 1982 | Schladming             | Kombinacja  | 8,99 pkt   | -      | Erika Hess            |
| 23.     | 4 lutego    | 1982 | Schladming             | Zjazd       | 1:37,47    | +2,24  | Gerry Sorensen        |

### Puchar Świata

#### Miejsca w klasyfikacji generalnej
- sezon 1977/1978: 37.
- sezon 1978/1979: 21.
- sezon 1979/1980: 35.
- sezon 1980/1981: 40.
- sezon 1981/1982: 53.
- sezon 1982/1983: 33.
- sezon 1983/1984: 53.
- sezon 1984/1985: 60.
- sezon 1985/1986: 33.
- sezon 1986/1987: 60.

#### Miejsca na podium
1. San Sicario – 15 grudnia 1982 (zjazd) – 3. miejsce